# Villar de la Yegua
Villar de la Yegua és un municipi de la província de Salamanca a la comunitat autònoma de Castella i Lleó. Limita al Nord amb San Felices de los Gallegos, a l'Est amb Castillejo de Martín Viejo, al Sud amb Villar de Argañán i a l'Oest amb Aldea del Obispo i Villar de Ciervo. Inclou els nuclis de Barquilla (61 h), Serranillo (36 h) i Villar de Yegua (162 h)

## Demografia
| 1991 | 1996 | 2001 | 2004 |
| ---- | ---- | ---- | ---- |
| 363  | 333  | 285  | 272  |